# Шадріха (Первоуральський міський округ)
Шадрі́ха (рос. Шадриха) — селище у складі Первоуральського міського округу Свердловської області.
Населення — 41 особа (2010, 44 у 2002).
Національний склад станом на 2002 рік: росіяни — 84 %.